# Francisco de Pisa y Pajares
Francisco de Pisa y Pajares (Paredes de Nava, provincia de Palencia, 4 de junio de 1823-Madrid, 18 de diciembre de 1899) fue un político y académico español.

## Biografía
Bachiller por el Seminario Conciliar de Palencia y licenciado en Derecho por la Universidad de Valladolid (1846). Doctor por la Universidad Central de Madrid (1851). Profesor de Psicología y Lógica en los institutos de Ciudad Real (1848) y Segovia (1852). En 1854 obtuvo la cátedra de Elementos de Historia y Derecho romano de la Universidad de Zaragoza, en la impartió Derecho Penal. Cátedrático de Instituciones de Derecho canónico de la Universidad de Valladolid (1863), En 1867 ganó la cátedra de Ampliación de Derecho Mercantil y Penal y después de Derecho romano en la Universidad de Madrid.
Diputado en las Elecciones generales de España de abril de 1872 por el distrito de Carrión de los Condes.. En febrero de 1875 fue nombrado rector de la Universidad Central de Madrid, pero en marzo dimitió por discrepancias con la circular del ministro Manuel Orovio Echagüe (la llamada "segunda cuestión universitaria), aunque alegó motivos de salud. Fue nombrado rector nuevamente en 1881, y ocupó el cargo hasta 1884, cuando volvió a dimitir por motivos de salud. En las elecciones generales españolas de 1881 volvería a ser elegido diputado por el distrito de Carrión de los Condes .  Volvería a ocupar el cargo de rector entre 1885 y 1890 y entre 1894 y 1895.
Fue académico correspondiente de la Real Academia de la Historia y de la Real Academia Matritense de Jurisprudencia y Legislación, así como senador por la Universidad de Valladolid.

## Obras
- Memoria sobre el derecho de propiedad en el siglo XIX (1851)
- Prolegómenos del derecho (1876)